# À qui appartient l'beau temps?
 (janvier 2020).
Albums de Paul Piché
L'Escalier
(1980)
À qui appartient l'beau temps ? est le premier album studio de l'auteur-compositeur-interprète québécois Paul Piché sorti en 1977. Il a été certifié platine par Music Canada en 1981 et apparaît dans la liste des albums québécois les plus vendus (entre 100 000 et 200 000 copies vendues).

## Titres
Toutes les chansons sont écrites et composées par Paul Piché, sauf mention contraire.
| No  | Titre                                                            | Paroles                       | Durée |
| --- | ---------------------------------------------------------------- | ----------------------------- | ----- |
| 1.  | Heureux d'un printemps (Inspiré de la Turlute d'Antonio Bazinet) |                               | 3:38  |
| 2.  | Y a pas grand-chose dans l'ciel à soir                           |                               | 2:32  |
| 3.  | Le renard, le loup                                               |                               | 3:04  |
| 4.  | Réjean Pesant                                                    |                               | 4:20  |
| 5.  | Essaye donc pas                                                  |                               | 3:33  |
| 6.  | La gigue à Mitchounano                                           |                               | 3:40  |
| 7.  | Jean-Guy Léger                                                   | Paul Piché et Armande Darmana | 2:01  |
| 8.  | Mon Joe (Traditionnel adapté par Paul Piché et Pierre Bertrand)  |                               | 4:16  |
| 9.  | Chu pas mal mal parti                                            |                               | 3:59  |
| 10. | Où sont-elles? (Traditionnel adapté par Paul Piché')             | Paul Piché et Armande Darmana | 3:04  |

## Personnel
- Paul Piché: Chant, guitare acoustique
- Pierre Bertrand : Guitare acoustique, chœurs
- Serge Fiori : Guitare acoustique, guitare 12 cordes
- Michel Rivard : Guitare électrique
- Robert Léger : Claviers, piano
- Neil Chotem : Piano électrique Fender Rhodes
- Mario Légaré ; Basse
- Gordon Gibson : Basse, batterie, woodblocks
- Réal Desrosiers : Batterie, cabasa
- Michel Lachance : Tambourin, congas
- Liebert Subirana : Saxophone
- Pierre Guérin : Accordéon
- André Lamontagne : Harmonica
- Bruce Murchison ; Violon
- Pauline Lapointe : Chœurs

## Crédits
- Direction musicale : Robert Léger, Michel Lachance et Paul Piché
- Prise de son et mixage : Michel Lachance assisté de Gordon Gibson
- Conception de la pochette : Michèle Cayer et François Bouvier
- Conception de la pochette intérieur : Armande Darmana
- Photographie : François Bouvier
- Enregistré et mixé au studio Tempo à Montréal, Québec
- Graphisme : Michèle Cayer
- Production : Robert Léger et Michel Lachance pour les Productions Géant Beaupré enrg.

## Réception
En 2011, le journaliste Mathieu Charlebois ajoutait cet album à la liste des 35 disques québécois incontourables des 35 dernières années (entre 1976 et 2011), mentionnant au passage que cet album s'était taillé une place dans la culture populaire en étant constamment chanté dans les bars et autour des feux de camp en été.